# Mary Komasa (album)
Mary Komasa è l'album di debutto eponimo della cantante polacca Mary Komasa, pubblicato il 23 marzo 2015 su etichetta discografica Pomaton EMI e distribuito dalla Warner Music Poland.

## Tracce
1. City of My Dreams – 4:23
2. Lost Me – 5:25
3. Point of No Return – 3:53
4. Come (You'll Wanna See How It Ends) – 3:16
5. Smiling Moon – 5:14
6. Oh Lord – 4:59
7. Sweet Revenge – 3:24
8. Farewell My Heart – 3:15
9. The Void – 3:52
10. Angel Tears – 3:12
11. Third River – 4:53

## Classifiche
| Classifica (2015) | Posizione massima |
| ----------------- | ----------------- |
| Polonia           | 24                |